# Блазон
Блазон (oт френски: blason – „гербов щит“) в хералдиката и хералдическата вексилология се нарича терминологичното описание на герб, знаме или друга емблема, от което читателят може да реконструира подходящото изображение. Глаголът блазонира означава да се създаде такова описание; да се опише прецизно с термини. 
При визуалното изобразяване на герб или знаме се разполага традиционно с доста творческа свобода при оформлението на дизайна, но словесният блазон уточнява основните отличителни елементи, които трябва да бъдат спазени. Следователно гербът или знамето се определят основно не от картинка или скица на дизайна, а по-скоро от формулировката на техния блазон (въпреки че в съвременната употреба знамената често са допълнително и по-точно дефинирани с помощта на геометрични спецификации). Блазонарство е изкуство, занаят или практически начин за създаване на блазони. Езикът, използван при блазонирането, има своя собствена лексика, граматика и синтаксис, които са от съществено значение за прецизна формулировка на по сложни гербове.
Съществителното и глаголът блазон и блазонирам (отнасящи се до словесно описание) не трябва да се бъркат със съществителното емблазон или глагола еблазонирам, които се отнасят до графичното представяне на герб или хералдически предмет. Емблазон е скица, рисунка, проект на дизайна на герб.

Хералдически блазон на Герба на Република България:
| „                | Изправен златен коронован лъв на тъмночервено поле, обърнат на дясна хералдическа страна, поставен върху щит. От двете му страни има изобразени лъвове-щитодръжци, а над него – царска корона. Под щита има постамент от дъбови клонки със златни плодове и девизна лента с трикольорен кант, на която има изписан националният девиз „Съединението прави силата“. | “ |
| Герб на България | |   |

## История
Блазонирането води началото си от Средновековието, когато една от задачите на придворния хералд е била да определя произхода на гербовете на пристигащите или преминаващите през дадена територия рицари, с цел да се идентифицират (тип „визитна картичка“ по него време).
Още през 13 век във Франция, а след това и в Англия, се установява много точен език за описание на гербове, който се използва в хералдиката и до днес. Първоначално официалното описание на външния вид на гербове е ставало само словесно. Едва, когато гербовете започват да бъдат използвани като символи на суверенитета на даден монарх или държава, техните илюстрациите придобиват също официален характер и биват кодифицирани, тъй като при словесното описание оставя известна творческа свобода и неяснота.

## Хералдически посоки
В хералдиката, когато се описва даден герб, то неговите страни се назовават огледално. Т.е. дясната страна на герб се пада наше ляво, а лявата страна – наше дясно; по същия начин, все едно срещу нас стои човек – тогава също неговата дясна ръка, например, за зрителя се пада от лява страна.
„Хералдично дясно“ е лявата страна на зрителя. Съответно „хералдическо ляво“ е дясната страна на зрителя.
Това огледално обозначаване произлиза от времето, когато гербът е бил носен на щит по време на битка или турнир, за да може отсрещната страна да го чете правилно. Следователно хералдическата страна винаги се отнася до носителя на щита (т.е. лицето, което стои зад щита), а не до наблюдателя. По същия начин, пръстени-печати имат огледална гравюра на герба, за да може, когато пръстенът се потопи във восък или мастило и се удари с него печат, да може печатът/гербът да излезе правлно – т.е. в посока на четене.
В съвременната хералдика вместо термина „хералдическо дясно“ все по често се използва латинския израз „dexter“.